# Lycoriella minutula
Lycoriella minutula is een muggensoort uit de familie van de rouwmuggen (Sciaridae). De wetenschappelijke naam van de soort is voor het eerst geldig gepubliceerd in 1987 door Mohrig & Krivosheina.